# Ezequiel Alejo Carboni
Pour les articles homonymes, voir Carboni.
 (août 2019).
Si vous disposez d'ouvrages ou d'articles de référence ou si vous connaissez des sites web de qualité traitant du thème abordé ici, merci de compléter l'article en donnant les références utiles à sa vérifiabilité et en les liant à la section « Notes et références ».
Ezequiel Alejo Carboni, né le 4 avril 1979 à Buenos Aires, est un footballeur argentin, évoluant au poste de milieu de terrain défensif. Il s'est reconverti entraîneur.

## Biographie
D'origine italienne, Ezequiel Carboni fait ses débuts professionnels au CA Lanús, équipe de la région de Buenos Aires lors de la saison 1999-2000. Avec le club argentin, il ne dépassera jamais une place en milieu de tableau. Il sera toutefois un titulaire indiscutable de cette équipe au poste de milieu défensif, totalisant 189 matchs pour 2 buts. Fort de cette expérience au plus haut niveau national, ponctuée par quelques sélections en équipe d'Argentine espoirs, il devient le capitaine du CA Lanús (dont il porte le brassard entre 2000 et 2005).
En 2005, il part finalement en Europe, en Autriche, au Red Bull Salzbourg. Il a alors 26 ans et l'équipe est pleine d'ambition. Sa première saison est très complète : il joue 33 matchs et marque 2 buts, s'imposant en tant que dernier rempart devant la défense. L'équipe termine à la 2e place du championnat derrière le FK Austria Vienne, place qualificative pour le deuxième tour préliminaire de la Ligue des champions. Lors de la saison 2006-07, le club embauche Giovanni Trapattoni comme directeur sportif et  Lothar Matthäus comme entraîneur. L'alchimie prend dès leur première saison : le club domine largement son championnat et termine premier avec 5 journées d'avance. Carboni joue à nouveau 33 matchs pour 2 buts. L'équipe toutefois est sortie au 3e tour préliminaire de la Ligue des champions par le Valence CF (1-0, 0-3). Reversé en Coupe de l'UEFA, le club est éliminé dès le premier tour, avant la phase de groupe, par les Blackburn Rovers (2-2, 0-2).
Lors de la saison 2007-08, l'équipe termine à la seconde place du championnat à 6 points du Rapid Vienne. Carboni joue 32 matchs pour 1 but. En Ligue des champions, l'équipe est à nouveau sortie avant la phase de groupe, éliminée au 3e tour préliminaire par FC Chakhtar Donetsk (1-0, 1-3). Reversé en Coupe de l'UEFA, le club est sorti au premier tour par l'AEK Athènes (0-3, 1-0).
À la fin de la saison, il signe un contrat de 3 ans en Serie A avec Catania. Lors de sa première saison avec le club sicilien, 2008-09, il joue 25 matchs sans marquer, le club termine 15e et réussit donc à se sauver. Il joue un peu plus lors de sa deuxième saison, 28 matchs joués, 0 buts marqués, le plus souvent en tant que titulaire. Le club réussit une nouvelle fois à se sauver malgré un début de saison très poussif. Il est entouré de nombres de compatriotes dans l'équipe, notamment Maxi Lopez, Pablo Ledesma ou encore Mariano Julio Izco

## Palmarès
- International argentin des -21 ans.
- Champion d'Autriche en 2007 avec le Red Bull Salzbourg